# Михаил Друмеш
Михаил Друмеш (на румънски: Mihail Drumeș) е румънски писател – драматург, романист и автор на къси разкази, от периода между двете световни войни.

## Биография
Роден е като Михаил Думитреску (Mihail V. Dumitrescu) във влашко семейство в град Охрид в 1901 година. Баща му Василие Димитрие и майка му Деспина Гено емигрират в Румъния и се установяват в Олтения. Учи гимназия в Каракал и Крайова като завършва в 1925 година. Учи във Филологическо-философския факултет на Букурещкия университет, който завършва в 1928 година. Работи като гимназиален учител, а по-късно като универститески преподавател. Писателският си дебют прави още в 1927 година.
Умира в 1982 година в Букурещ, оставяйки много ръкописни тома проза, пиеси, сценарии и други.